# Naja anchietae
Naja anchietae eller Angolsk kobra är en ormart som beskrevs av Bocage 1879. Naja anchietae ingår i släktet Naja och familjen giftsnokar. Inga underarter finns listade i Catalogue of Life.
Denna orm förekommer i södra Afrika från Zambia och Angola till norra Namibia och Botswana.